# Jakovlje (Aleksinac)
Jakovlje (kyrillisch:Јаковље) ist ein Dorf in Ostserbien. Der Dorfname leitet sich vom serbischen Namen Jakov ab.

## Geographie und Bevölkerung

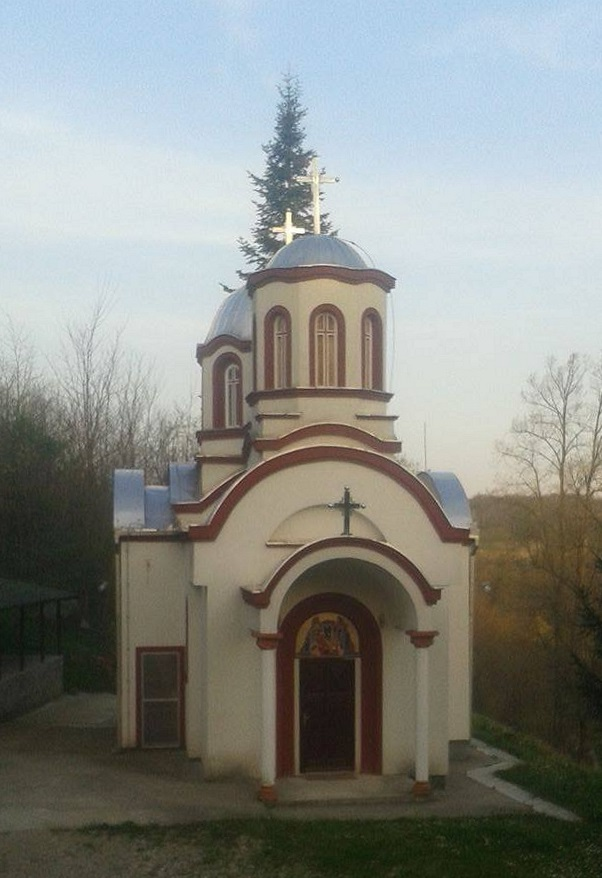
Die Mariä-Geburt-Kirche

Das Dorf liegt in der Opština Aleksinac im Nišavski okrug im Osten des Landes auf 305 Meter über dem Meeresspiegel. Jakovlje hatte bei der Volkszählung von 2011 267 Einwohner, während es 2002 noch 352 waren. Nach den letzten drei Bevölkerungsstatistiken fällt die Einwohnerzahl weiter. 
Die Bevölkerung von Jakovlje stellen zu 97 % Serbisch-orthodoxe Serben. Zudem leben 11 Roma im Ort, das entspricht 3 % der Bevölkerung. Der Ort besteht aus 109 Haushalten. 
Jakovlje liegt südwestlich der Gemeindehauptstadt Aleksinac. In der Nähe liegt der Gebirgszug Jastrebac, der auch touristisch erschlossen ist.
Der Ort ist von Wäldern und Bergen umgeben und liegt nicht weit der Nachbardörfer Radevce, Loznac, Kamenica und Ljupten entfernt.

### Demographie
| Jahr | Einwohnerzahl |
| ---- | ------------- |
| 1948 | 713           |
| 1953 | 704           |
| 1961 | 673           |
| 1971 | 567           |
| 1981 | 521           |
| 1991 | 463           |
| 2002 | 352           |
| 2011 | 267           |

## Religion
In Jakovlje steht die 2004 erbaute Serbisch-orthodoxe Mariä-Geburt-Kirche.

## Belege
- 1.^ Књига 9, Становништво, упоредни преглед броја становника 1948, 1953, 1961, 1971, 1981, 1991, 2002, подаци по насељима, Републички завод за статистику, Београд, мај 2004, ISBN 86-84433-14-9
- 2.^ Књига 1, Становништво, национална или етничка припадност, подаци по насељима, Републички завод за статистику, Београд, фебруар 2003, ISBN 86-84433-00-9
- 3.^ Књига 2, Становништво, пол и старост, подаци по насељима, Републички завод за статистику, Београд, фебруар 2003, ISBN 86-84433-01-7